# Pescara (Fluss)
Pescara ist ein Fluss in der italienischen Region Abruzzen. Er mündet bei der Stadt Pescara in die Adria. Mit 145 km Länge ist er der längste Fluss in der Region und zugleich der mit dem größten Einzugsgebiet (3188 km²) und mit dem größten Mittleren Abfluss (53,6 m³/s). Im Oberlauf heißt er Aterno (lateinisch Aternus).

## Verlauf
Der Aterno entspringt bei Montereale in der Provinz L’Aquila auf etwa 1100 m s.l.m. in den Monti della Laga, einer Bergruppe im Abruzzischen Apennin. Sein Quellgebiet liegt nördlich der Fraktion Aringo an den Hängen des 1398 m s.l.m. hohen Monte Capo Cancelli unweit der Grenze zur Region Latium.
Der Bach fließt zunächst in südwestlicher Richtung durch das Becken von Montereale, wobei der noch mäßig Wasser führende Aterno von mehreren anderen kleineren Fließgewässern gespeist wird. Nach der Querung des Beckens geht es in südlichöstlicher Richtung nun steiler durch das sich nun verengende obere Aterno-Tal. Bei Pizzoli weitet sich das Tal wieder und der Aterno fließt nun durch die Becken von Sassa, L’Aquila und Fossa, die im Pleistozän ein einziges Seebecken gebildet haben. Bevor der Aterno unterhalb des Monte Luco (987 m) an L’Aquila vorbeifließt, mündet rechts der Torrente Raio in den Fluss. Der Raio ist der erste bedeutende Zufluss des Aterno und erhöht augenscheinlich seinen Abfluss. Östlich von L’Aquila mündet der Torrente Raiale in den Aterno. Dieser linke Nebemfluss entwässert die südlichen Bereiche des Massivs des Gran Sasso. Nach Molina Aterno durchbricht der Aterno die tief ausgewaschene Kalksteinschlucht San Venanzio, an deren Ende bei Raiano die Einsiedelei San Venanzio liegt.
Bei Raiano erreicht der Aterno seinen südlichsten Punkt. Er ändert nun seine Fließrichtung und fließt in nordöstlicher Richtung durch die im unteren Peligna-Tal liegende Ebene von Sulmona.  Noch vor Popoli Terme mündet rechts mit dem Sagittario der drittgrößte Fluss der Abruzzen in den Aterno, wobei der Sagittario mit einem mittleren Abfluss von 7,13 m³/s den Abfluss des Aterno nun auf 13,7 m³/s fast verdoppelt. Nur wenige Kilometer weiter verdoppelt sich sein Abfluss auf der Höhe von Popoli Terme  nochmals auf 28 m³/s. Hier fließt ihm von links das Wasser der Karstquelle Capo Pescara zu.
Letztere ist die bedeutendste Quelle des gesamten Flussverlaufs. Der Zufluss ist so bedeutend, dass ab hier der Fluss den Namen Pescara annimmt. Nach Popoli Terme verengt sich das Tal wieder und der Pescara tritt nun in die Schlucht von Popoli ein. Bei Bussi Officine mündet von links der Tirino in den Pescara, der anschließend den Apennin durchbricht und nun in einem breiten mit Kiesel gefüllten Flussbett in zahlreichen Flussschleifen durch die vorapenninische Hügellandschaft fließt. Im Unterlauf mündet von rechts, der die Maiella entwässernde Fluss Orta. Anschließend wird er zum Lago di Alanno aufgestaut. Der letzte Nebenfluss, den der Pescara aufnimmt, ist der Fluss Nora, der auf der Höhe von Chieti von links in den Fluss mündet und den südöstlichen Bereich des Gran Sasso entwässert.
Zwei Kilometer vor der Mündung in die Adria wird der Pescara schiffbar und bildet den Kanalhafen von Pescara.

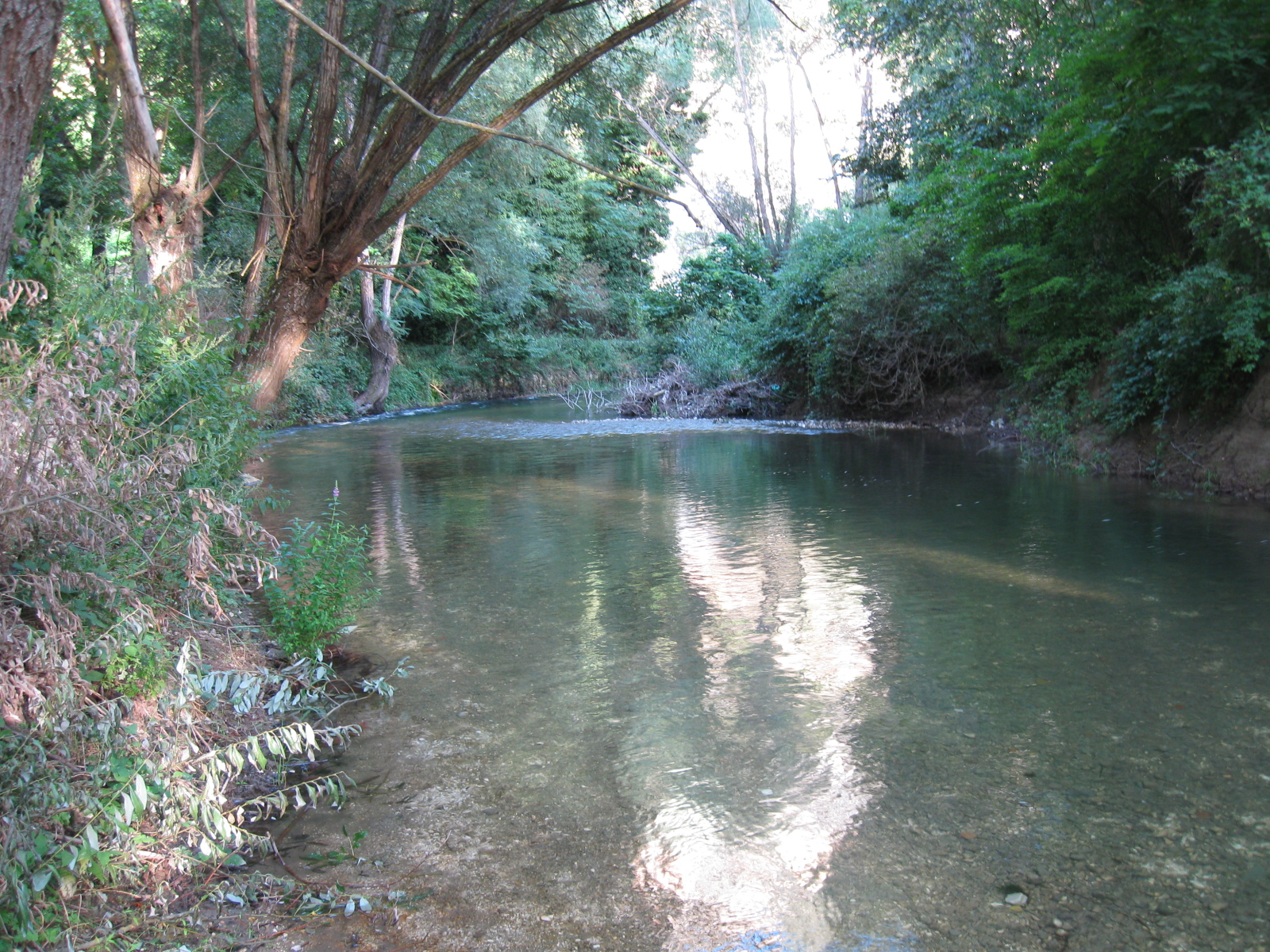
Der Aterno im Mittellauf bei Molina Aterno
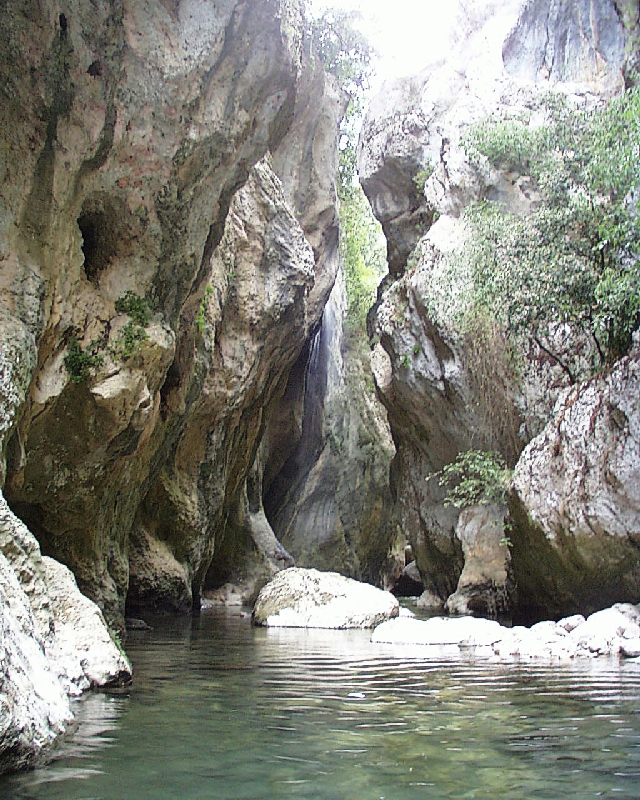
Schlucht San Venanzio
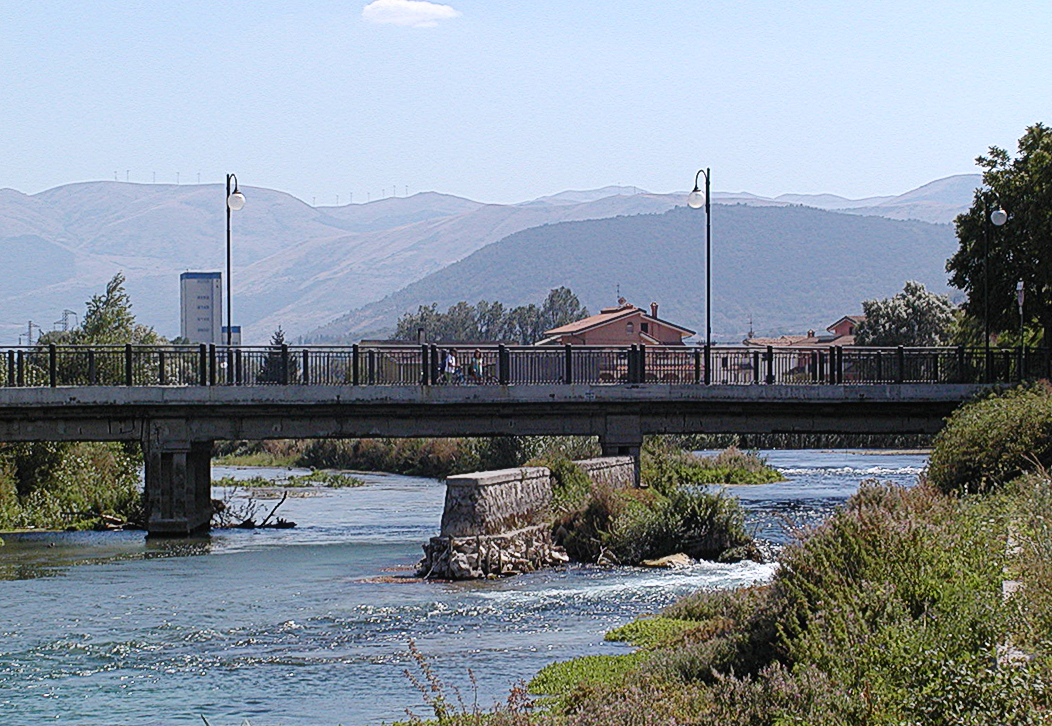
Die Mündung der Karstquelle Capo Pescara (rechts) in den Aterno (links)
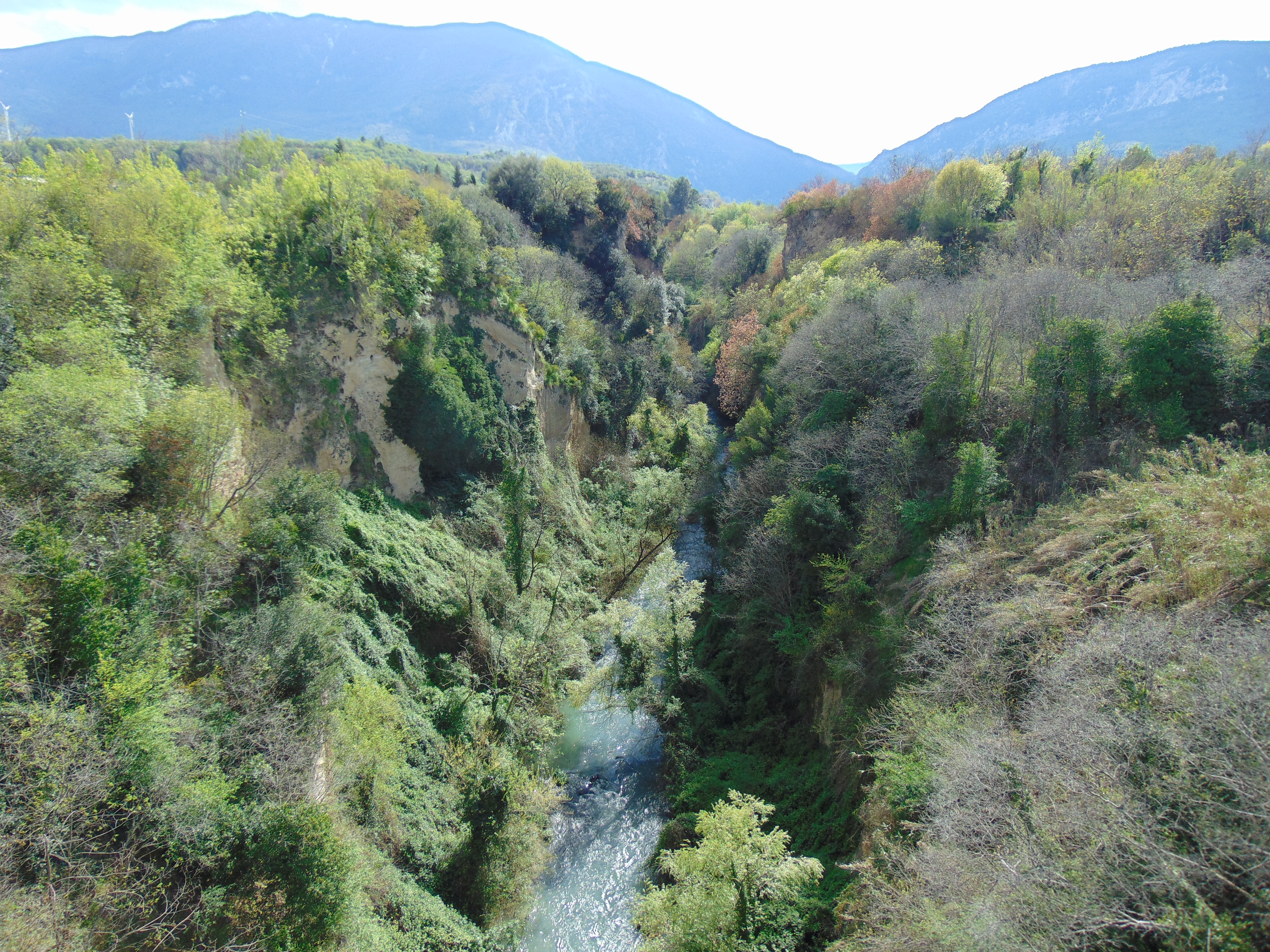
Der Pescara im Pescara-Tal bei Tocco da Casauria
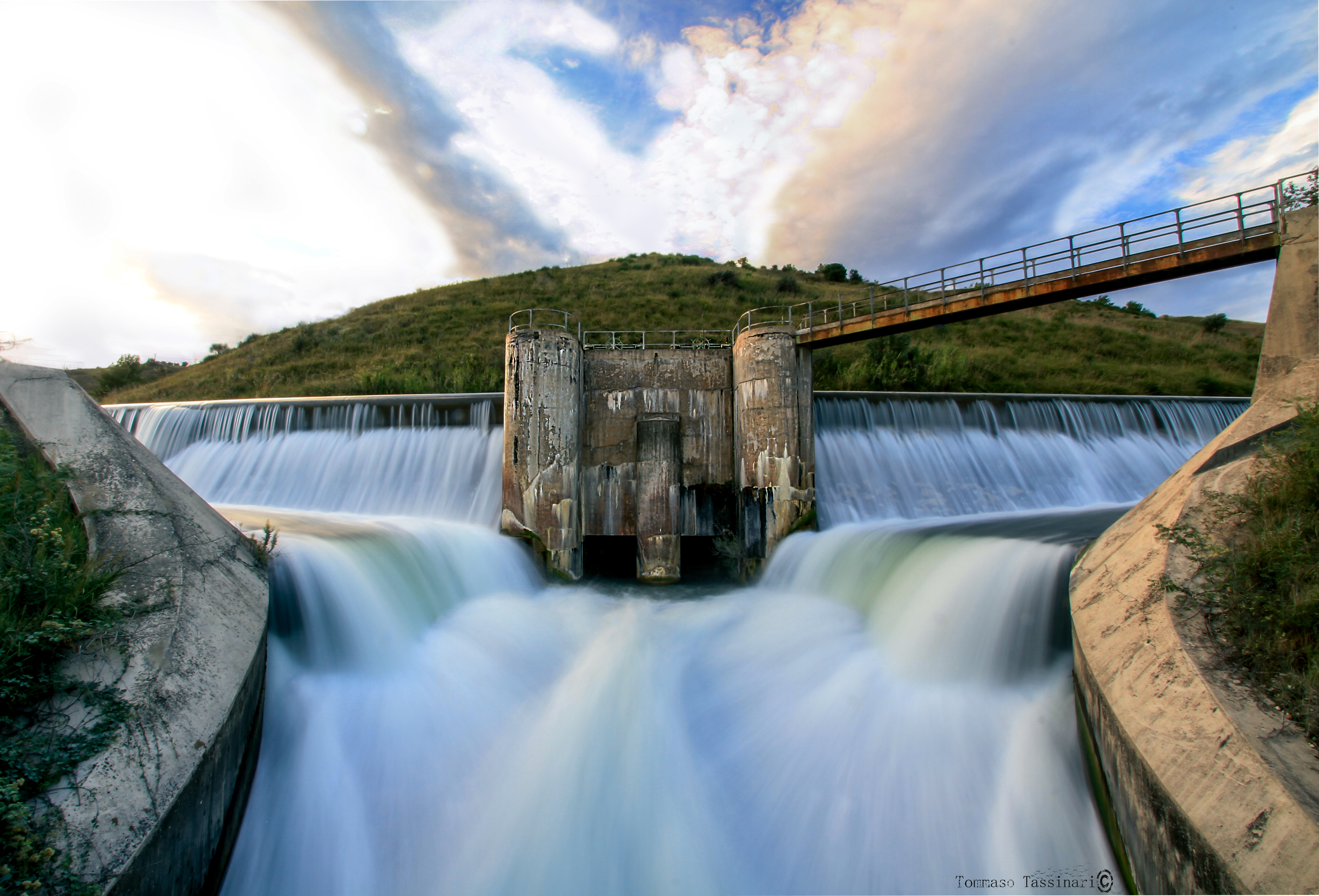
Staumauer bei Scafa

## Wasserkraftwerke
Der Fluss Pescara wurde im Zuge des italienischen Ausbaus der Wasserkraft zur Stromerzeugung zu Beginn des 20. Jahrhunderts ebenfalls für die Stromgewinnung herangezogen.
Kraftwerke entstanden dabei zunächst, um energieaufwändige Industrien mit Strom zu versorgen. In diesem Sinne entstand 1902 das erste Flusskraftwerk am Tirino für die elektrochemischen Werke in Bussi Officine.
1907 wurde das erste eines insgesamt vierstufigen Flusskraftwerkes am Pescara in Betrieb genommen. Das Einlaufwerk des Kraftwerks Popoli befindet sich auf dem Gemeindegebiet von Popoli Terme.
Die zweite Stufe im Tal des Pescara, das Kraftwerk Bolognano, befindet sich im Tal des Pescara teils auf dem Gemeindegebiet von Tocco da Casauria und teils auf dem Gemeindegebiet von Bolognano. Es ging 1912 in Betrieb und versorgte vor allem den Industriestandort Neapel mit Strom. Von Bolognano aus führte eine 185 km lange  Hochspannungsleitung über den Apennin nach Neapel. Die Hochspannungsleitung von 80 bis 88 kV war bei ihrer Inbetriebnahme die Hochspannungsleitung mit der höchsten elektrischen Spannung in Italien und zu dem Zeitpunkt eine der höchsten in Europa.
1931 ging mit dem Kraftwerk Alanno die dritte Stufe ans Netz. Zu diesem Zweck wurde der Fluss Pescara bei Alanno zu einem 900.000 m³ großen Stausee aufgestaut.
Die vierte Stufe befindet sich im Ortsteil Triano von Chieti. Das Kraftwerk wurde  1942 mitten im Zweiten Weltkrieg in Betrieb genommen und wurde getarnt, um es von der Luft schwerer ausmachen zu können. So wurde zur Tarnung um die Anlage ein dichter Pinienwald angepflanzt und die Hochspannungsleitungen sowie die Zugangswege für das Personal  unterirdisch  angelegt. Das von Enel betriebene Kraftwerk speist im Jahresdurchschnitt 108 Gwh ein.
Die Leistung aller vier Stufen zusammen beträgt 83 MWh.